# Окрог (Шентјур)
Окрог (словен. Okrog) је насељено место у општини Шентјур, Савињска регија, Словенија.

## Историја
До територијалне реорганизације у Словенији био је у саставу старе општине Шентјур при Цељу.

## Становништво
У попису становништва из 2011. године, Окрог је имао 98 становника.
| Број становника према пописима | Број становника према пописима | Број становника према пописима |
| ------------------------------ | ------------------------------ | ------------------------------ |
| 1991                           | 2002                           | 2011                           |
| 92                             | 98                             | 98                             |